# Мороз (гравировка)
Гравировка под «мороз» — условное название метода художественного гравирования по металлу, разработанного в 1957 году ижевским гравёром-самоучкой Л.М. Васевым. Своим названием метод обязан внешнему виду рисунка, который воспроизводит структуру разводов инея на оконном стекле.

## Описание
Метод появился в результате поиска художником декоративного узора, характерного для русской национальной идентичности. Типичным для предложенного им способа гравирования является заполнение всей плоскости рисунка сплошным однотипным и однотонным, но переливающимся растительным орнаментом, таким образом, чтобы результат выполненной работы напоминал узор инея. В качестве материалов используется хромированная сталь, золото и серебро.
Несмотря на трудоемкость оформления метод гравирования под «мороз» нашел применение в украшении «штучного» охотничьего оружия. Самим Васевым при жизни в подобной технике было оформлено всего два ружья «Иж-54» в 1956—1957 годах и еще три — его учениками. Первым, кто использовал технику «мороз» по инкрустированному серебру был ижевский оружейник Валентин Михайлович Белобородов.